# Titidius multifasciatus
Titidius multifasciatus là một loài nhện trong họ Thomisidae.
Loài này thuộc chi Titidius. Titidius multifasciatus được Cândido Firmino de Mello-Leitão miêu tả năm 1929.